# Smålands län
Smålands län var ett svenskt län under 1600-talet. Det existerade i en första period 1634–1639 med Kronobergs slott som residens och bildades utifrån Tiohärads lagsaga och Jönköpings slottslän samt det område i Mo härad som 1570 överförts från Västergötland.
År 1639 bröts Jönköpings län ut och resten gavs då namnet Kronobergs län. Dessa kom senare i olika perioder att åter utgöra ett gemensamt län, men då under namnet Jönköpings och Kronobergs län.
År 1679 kom ett län med detta namn återuppstå igen då omfattande de två länen ovan, men även Kalmar län. Detta varade bara ett år innan det delades upp igen. 

## Landshövdingar
- 1634–1636: Bengt Kafle (1580–1636)
- 1636–1639: Bengt Bagge (1594–1660)

- 1679–1680: Hans Georg Mörner, landshövding i Jönköpings län, guvernör över Kalmar och Kronobergs län, guvernör över Jönköpings län.